# Edward Goldsmith
Edward René David Goldsmith (Parijs, 8 november 1928 - Siena, 21 augustus 2009) was een Brits conservatief milieuactivist, schrijver en denker.
 
Goldsmith lag in 1969 aan de basis van het invloedrijke tijdschrift The Ecologist.
Hij maakte zich in woord en geschrift sterk voor een beter milieu en voor het behoud van culturele diversiteit in de wereld. Hij had belangstelling voor en hechtte waarde aan de tradities van inheemse volkeren en bekritiseerde de moderne consumptiemaatschappij.
Bekende boeken van Goldsmith zijn A Blueprint for Survival en The Way: An Ecological World-View.
Goldsmith was onder meer ridder in het Franse Legioen van Eer en ontving in 1991 de Right Livelihood Award.

## In het Nederlands vertaalde literatuur
- De Weg. Een ekologische wereldvisie, Wijnegem, Deltapers, 1996. ISBN 90-71455-06-8